# Orlalan
Orlalan ist ein osttimoresischer Suco im Verwaltungsamt Laclubar (Gemeinde Manatuto).

## Geographie

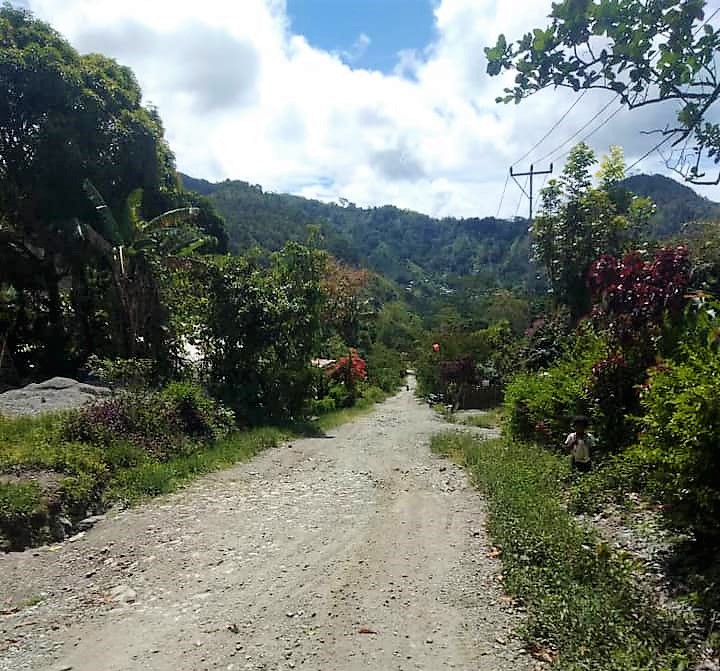
Die Hauptstraße durch das Dorf Orlalan

Orlalan liegt im Südosten des Verwaltungsamts Laclubar. Westlich befinden sich die Sucos Funar und Manelima, nördlich die Sucos Batara und Fatumaquerec. Im Osten von Orlalan liegt das Verwaltungsamt Barique mit seinen gleichnamigen Suco und im Süden das Verwaltungsamt Soibada mit seinen Sucos Leo-Hat und Manlala. Die Westgrenze bildet der Fluss Bun, ein Quellfluss des Sáhen. Der Buco, der im Südosten Orlalans entspringt fließt später in den Dilor. Im Grenzgebiet zu Fatumaquerec und Batara entspringen zwei Flüsse die zusammen den Sumasse bilden. Er ist ein Nebenfluss des Nördlichen Laclós. Orlalan hat eine Fläche von 68,95 km² und teilt sich in die acht Aldeias Aimaulin, Diric Un, Fatulaun, Le'i, Naule'en, Orlalan, Pualaca und Torilalan.
Durch den Norden und Osten von Orlalan führen Überlandstraßen, die den Ort Laclubar mit der Gemeindehauptstadt Manatuto an der Nordküste Timors verbindet. An ihnen liegen die Ortschaften Laclubar, Bamatac, Torilalan, Lawado, Orlalan, Hatolalan, Hatomalos, Nauleau und Le'i (Lei). In Rulalan treffen sie aufeinander.
Der Ort Orlalan liegt im Nordwesten des Sucos, auf einer Meereshöhe von 1077 m und bildet den Osten des Siedlungszentrums Laclubar. Dessen Zentrum liegt im Suco Orlalan, es dehnt sich aber bis in den Suco Batara aus. Hier befindet sich unter anderem die Escola Básico Filial  Diric-Un (deutsch Filialgrundschule Diric-Un). Im Nordwesten zweigt eine Überlandstraße nach Süden ab in Richtung Soibada und Uma Boco. Im Westen von Orlalan liegt das Dorf Pualaca (Pualaka). Neben den öffentlichen Einrichtungen in Laclubar gibt es Grundschulen in Le'i/Nauleau und in Pualaca.

## Einwohner

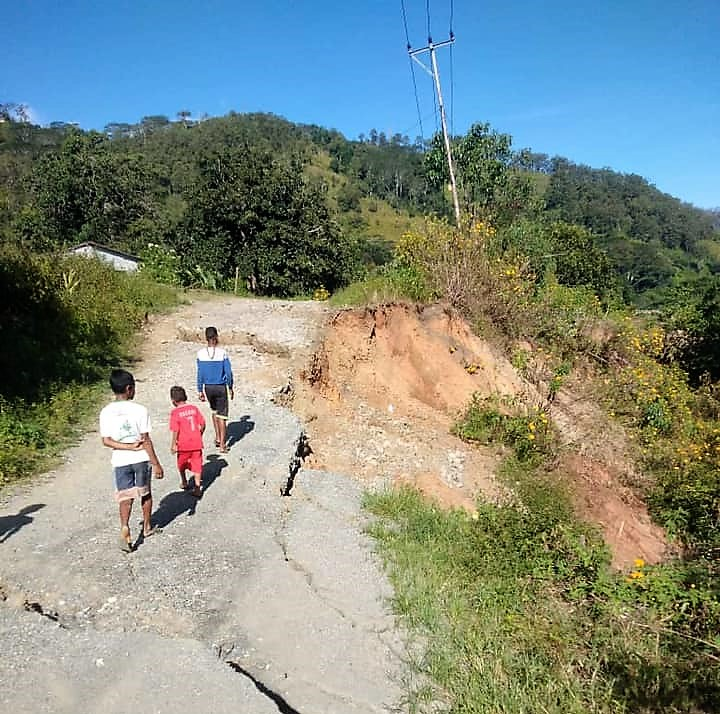
Durch ein Unwetter zerstörte Straße (2021)

In Orlalan leben 4.707 Einwohner (2022), davon sind 2.358 Männer und 2.349 Frauen. Im Suco gibt es 797 Haushalte. Fast 95 % der Einwohner geben Idaté als ihre Muttersprache an. Fast 3 % sprechen Tetum Prasa, Minderheiten Tetum Terik, Habun, Lolein oder Tokodede.

## Geschichte
Laclubar war eines der traditionellen Reiche Timors, die von einem Liurai regiert wurden. Es taucht in einer portugiesischen Liste von 47 Liurai-Reichen aus dem Jahre 1868 auf.
Aufgrund seiner Vorkommen an Erdöl an der Oberfläche und Erdgas nannte man die Region auch das „Land des ewigen Feuers“. Seit 1884 wurden die Lampen der Kolonialhauptstadt Dilis mit Erdöl aus Laclubar versorgt. Deutsche, britische und australische Firmen forschten ab den 1890er Jahren nach Vorkommen in der Region um Pualaca. Eine britische Firma hatte ab 1910 zeitweise sogar eine dauerhafte Präsenz in der Region. Eine aufgegebene Erdölquelle existierte noch 1970.
Laclubar war 1976 ein Rückzugsgebiet der FALINTIL, die gegen die indonesischen Invasoren kämpfte. Hier gründeten sie eine base de apoio, eine Widerstandsbasis, die Zuflucht für Flüchtlinge aus Laclubar, Soibada und Manatuto bot. Später wurde die Basis von den Indonesiern zerstört. Im Ort Laclubar und in Le'i gab es Ende 1979 indonesische Umsiedlungslager für Osttimoresen, die zur besseren Kontrolle von den indonesischen Besatzern umgesiedelt werden sollten.

## Politik
Bei den Wahlen von 2004/2005 wurde António Campos Soares zum Chefe de Suco gewählt. Bei den Wahlen 2009 gewann Hermenegildo Soares und 2016 Carlos José Alves.